# Villa Lorraine

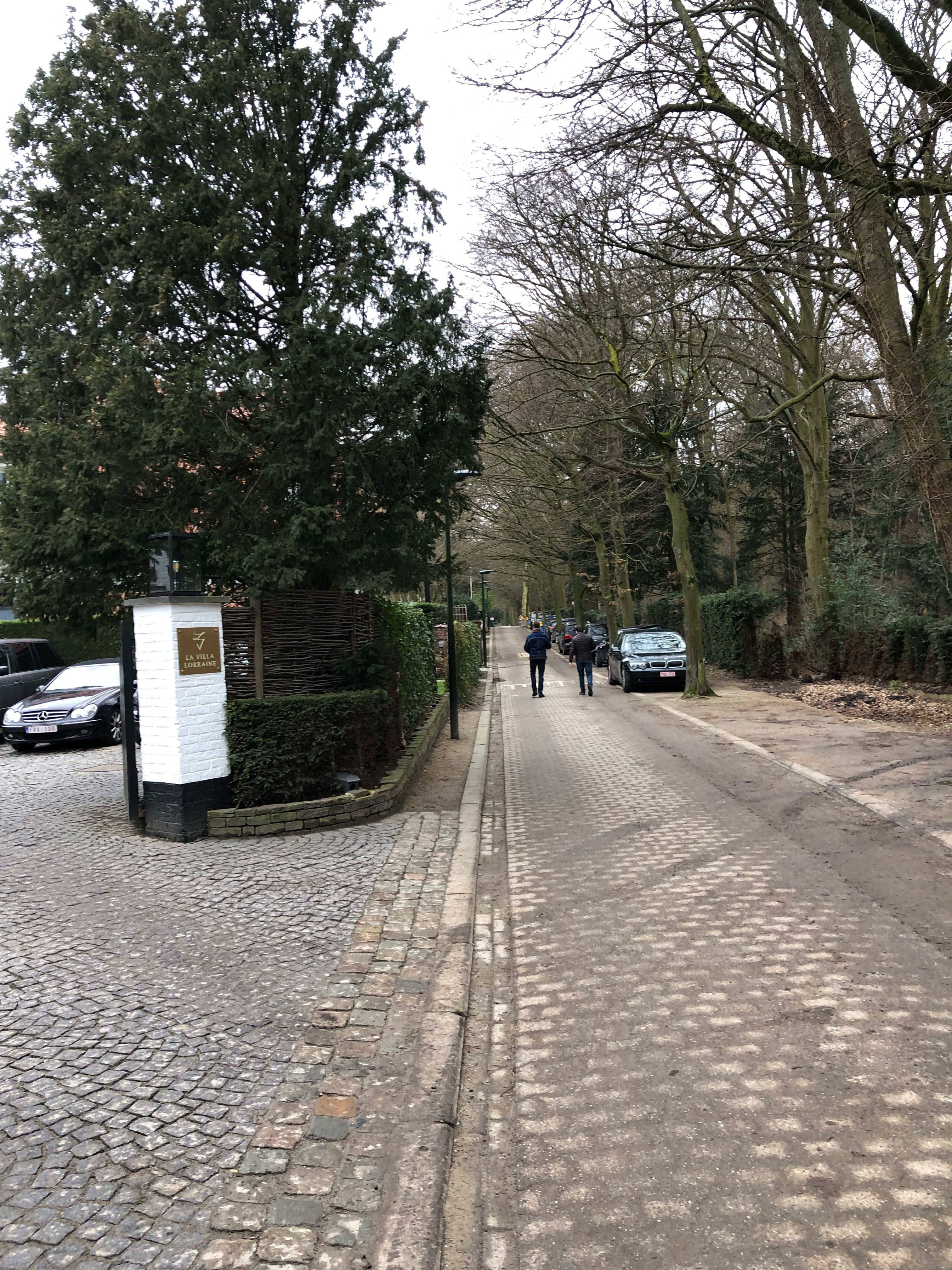
Ingang

La Villa Lorraine is een restaurant in het uiterste zuiden van de Belgische hoofdstad Brussel, gelegen aan de Diesdellelaan, aan de rand van het Terkamerenbos. La Villa Lorraine was in 1972 het eerste restaurant niet in Frankrijk gelegen dat drie Michelinsterren kreeg. 

## Geschiedenis
Het restaurant bestaat reeds in de 19e eeuw als café-restaurant met overnachtingsmogelijkheid. De zaak groeit als gastronomisch trefpleister en ontvangt in 1939 zijn eerste Michelinster. In 1953 werd het restaurant overgenomen door Marcel Kreusch. De tweede Michelinster volgde in 1960. In 1968 kwam Camille Lurkin als chef in de Villa, en in 1972 volgde de triomf van het eerste niet Franse restaurant dat drie sterren ontving van de Michelingids. Lurkin wordt in het begin van de jaren tachtig opgevolgd door de Brugse chef Freddy Vandecasserie, die reeds van eind jaren vijftig in de zaak actief was. Bij het overlijden van eigenaar Kreusch in 1984 verloor La Villa Lorraine de derde ster bij de editie 1985. Vandecasserie leidt de zaak, maar moet in 1997 een tweede maal een ster afgeven. Ook de laatste ster raken de chefs Vandecasserie, waar zoon Patrick vader Freddy is opgevolgd, kwijt in november 2005 bij de aankondiging van editie 2006. Het restaurant wordt verweten niet mee te evolueren met de gewijzigde culinaire verwachtingen. Naast het restaurant van de Villa opende ook een brasserie, maar hiermee kon de zakelijke teloorgang niet afgewend worden.
In 2010 wordt de zaak verkocht aan Serge Litvine, voormalige eigenaar van de wafelbakkerij Milcamps. Initieel blijven de Vandecasseries aan als koks, maar Litvine brengt in 2012 een nieuwe chef kok in de zaak binnen, Alain Bianchin, die daarvoor als sous-chef werkte voor Pascal Devalkeneer in Le Chalet de la Forêt. Die zorgt in november 2013 voor de terugkeer van een Michelinster. Ook in 2012 begonnen is Maxime Colin, die na enige tijd de chef wordt in de brasserie van het restaurant en in die hoedanigheid in 2013 tweede werd in "De Ster van de Belgische Keuken". In augustus 2014 neemt Colin de rol als chef over van Blanchin die vertrekt uit de Villa. 
Sommelier is sinds maart 2013 Antoine Lehebel, die op 12 oktober 2014 in het Brusselse Radisson Blu hotel op 32-jarige leeftijd werd gelauwerd als Beste sommelier van België 2014/2015 door een organisatie van de Gastronomische Club Prosper Montagné, de Vereniging Vlaamse Sommeliers, de Belgische Sommeliersgilde en restaurantgids GaultMillau.